# Les Deux Alpes (comune)
Les Deux Alpes è un comune francese istituito il 1º gennaio 2017 in seguito alla soppressione dei comuni di Mont-de-Lans e Vénosc. Prende il nome dall'omonima rinomata stazione sciistica, appunto Les Deux Alpes.